# Saint-Thomas-en-Argonne
Saint-Thomas-en-Argonne – miejscowość i gmina we Francji, w regionie Grand Est, w departamencie Marna.
Według danych na rok 1990 gminę zamieszkiwały 53 osoby, a gęstość zaludnienia wynosiła 12 osób/km².